# Rákospalotai EAC
Der Rákospalotai Egyetértés Atlétikai Club, oft kurz REAC, ist ein ungarischer Fußballverein aus dem Stadtviertel Rákospalota im XV. Bezirk im Nordosten von Budapest. Der Verein trägt seine Heimspiele im Budai II. László Stadion aus, das über 10.000 Plätze, davon 3.000 Sitzplätze, verfügt. Die Vereinsfarben sind blau-gelb.
Die Geschichte des Vereines geht bis in das Jahr 1912 zurück. In den Jahren des Zweiten Weltkriegs ging der Verein unter. Im Stadtviertel verblieben die Vereine Fősped Szállítók und Volán FC (benannt nach einer Busfirma) als Horte des Fußballs.  Volán spielte zwischen 1979 und 1991 sechs Jahre in der ersten ungarischen Liga, der Nemzeti Bajnokság I., ohne dort aber beeindruckende Ergebnisse zu erzielen. Ein 11. Rang im ersten Erstligajahr war der größte Erfolg. Nach dem Abstieg 1991 verfiel Volán und wurde aufgelöst. Daraufhin wurde ein neuer Verein mit dem Namen REAC gegründet, der zwar die Spielberechtigung Voláns für die zweite Liga in Anspruch nahm, sich aber auf die Traditionen des Vereins von 1912 beruft.
Der Verein feierte als Aufsteiger in der Saison 2005/06 den Klassenerhalt in der ersten Liga und geht 2007/08 in seine zweite Saison. Der bekannteste Spieler ist Attila Polonkai, der auch zum Kader der ungarischen Nationalmannschaft gehört.
REAC, das an sich in Budapest beheimatet ist, kündigte an seine Spiele künftig im 200 km entfernten Sopron (Ödenburg) im Stadion des FC Sopron auszutragen, da man das eigene Stadion gerade umbaue.